# FreeDOS
FreeDOS (dříve Free-DOS a PD-DOS) je operační systém pro počítače kompatibilní s IBM. Z webových stránek FreeDOSu:
FreeDOS je volný DOS-kompatibilní operační systém pro kompatibilní systémy IBM PC. FreeDOS je složen z mnoha různých, oddělených programů, které se chovají jako „balíčky“ v celém projektu FreeDOS.
FreeDOS patří do skupiny systémů DOS. Jeho kernel poskytuje zejména přístup na harddisk (HDD) a k systému souborů. Částečně také ke správě paměti, ale neobsahuje GUI (ačkoli použití externího GUI je možné, OpenGEM je doporučeno).
Hlavní myšlenkou FreeDOSu je podpora starého hardwaru, jako například staré IBM PC s procesorem 8086, ale stejně tak dokáže pracovat i v nových počítačích, včetně dvoujádrových procesorů (Core 2).
Stejně jako MS-DOS, FreeDOS může bootovat z diskety nebo z HDD, ale stejně tak může být spuštěn z RAM, CD-ROM nebo USB „storage“ zařízení (podmínkou je podporování BIOSem). Uživatelé si mohou vytvořit svoji vlastní uživatelskou distribuci operačního systému a to bez nutnosti platit licenční poplatek. FreeDOS je open source software pod licencí GNU GPL.

## Historie
Projekt FreeDOS vznikl 26. června 1994. Bylo to v době, kdy Microsoft oznámil, že již nebude prodávat ani podporovat MS-DOS.
Jim Hall poté sepsal manifest navrhující rozvoj open-source softwaru. Jeho hlavní myšlenkou bylo nahrazení stávajícího DOSu open-source softwarem. Během několika týdnů se k tomuto projektu připojili i další programátoři, jako např. Pat Villani a Tim Norman. Kernel, shell (COMMAND.COM) a nástroje jádra byly brzy vytvořeny za pomoci „pooling code“, který naprogramovali a nebo našli přístupný. Verze 1.0 byla uvolněna 3.9.2006.

## Distribuce
FreeDOS nepožaduje žádné licenční ani jiné poplatky. Jiné systémy DOS, které jsou dnes prodávané nebo legálně dostupné, jsou Enhanced DR-DOS, PTS-DOS a ROM-DOS, RX-DOS a NX-DOS.
Společnost GRC je známá zejména díky svému komerčnímu programu SpinRite. Verze 6 zavádí nahrávání obrázků načtením FreeDOSu. Ten je zobrazován ve spodní části obrazovky v průběhu načítání programu. Tomuto se říká splash screen.
ASUS používá FreeDOS proto, aby základní desce umožnil bootování z CD. To uživateli umožní, aby si mohl vytvořit SATA ovladače disku (potřeba pro verze Windows starší než XP SP2).
FreeDOS 1.0 je možné stáhnout pouze jako obraz (image) CD-ROM. Základní obraz obsahuje pouze kernel a základní aplikace.
Zatímco „plná verze“ obsahuje mnohem víc aplikací (hry, síťové připojení, podporu vývoje, atd.) a víc než dvojnásobek toho, co najdeme na Live CD. Základní obraz obsahuje jeden zdrojový kód, zatímco v „plné verzi“ najdeme všechny zdrojové kódy.

## Vztah k MS-DOS
FreeDOS je téměř 100% kompatibilní s MS-DOS, umožňuje také spuštění některých starších verzí Microsoft Windows, které pracovaly na MS-DOS.
Oproti MS-DOS má FreeDOS několik vylepšení. Především se jedná o podporu nových technologií a novějšího technologického standardu.
Tyto technologie v době, kdy Microsoft přestal podporovat MS-DOS, neexistovaly.
Dále se jedná o rozšíření do více zemí, vyspělou správu programů běžících na pozadí TSR (Terminate and Stay Resident) a integrovanou ASPI.
FreeDOS také podporuje Logical Block Addressing a systém souborů FAT32, ze kterého je možné i bootovat, zatímco žádná oficiální samostatná verze MS-DOS (do verze 6.22) uvolněná Microsoftem tato vylepšení nepodporuje.

## Kompatibilita

### Obecně
Většina softwaru napsaná pro MS-DOS a ostatní členy DOSovské rodiny pracuje ve FreeDOSu bez problémů. Jsou podporovány následující typy spustitelných souborů:
- Staré .COM soubory
- Standardní .EXE 16bit DOS soubory
- Soubory Borlandu 16bit DPMI
- 32bit DPMI soubory používající DOS extendery jako:
  - DOS/32A
  - DOS/4GW
  - GO32/CWSDPMI
  - A mnoho dalších

Navíc je možné ve FreeDOSu provozovat některé programy psané pro „Windows“ (pouze 32bitové) s použitím HX-DOS Extenderu. Většina konzolových aplikací pracuje bez problému, podpora GUI programů je zatím velmi omezená, fungují např. programy QEMU a Bochs.

### Windows

#### Windows od verze 1.0 do verze 3.xx
FreeDOS může pracovat jak s Windows 1.0, 2.0, tak i se systémy série Windows 3.x, které navíc mohou být od revize 2037 provozovány s podporou rozšířeného režimu 386.

#### Windows 9× a Windows Millennium
Windows 95, 98 a Millenium jsou stále verzemi operačního systému Windows, které jsou založeny na DOSu. Nicméně, verze „MS-DOS“ - jako např. bootloader, které jsou spuštěny na popředí, nejsou schopné být spuštěny bez OS Windows. MS-DOS, který byl distribuován s Windows 9× a Edicí Millennium, byl do těchto OS pevněji začleněn. Následkem toho FreeDOS nemůže být spuštěn "pod" Windows 95, 98 ani pod Edicí Millennium. FreeDOS ale může být nainstalován vedle a používán mimo tyto OS, a to za použití boot manageru (např. "METAKERN"), který umí pracovat s aplikacemi FreeDOS, LILO nebo GNU GRUB.

#### Windows NT/2000/XP/2003 a ReactOS
Skupina operačních systémů Windows NT, včetně Windows 2000, XP, a 2003, již nepodporuje používání MS-DOSu jako hlavní systémové součásti. Tyto systémy sice mohou použít systém souborů FAT, většinou ale používají NTFS (New Technology File System). FreeDOS může s těmito systémy současně existovat, ale musí být na odděleném diskovém oddílu FAT (pokud NT/XP je na NTFS) anebo na stejném oddílu na systému FAT. Multiboot můžeme zařídit různými způsoby, nejjednodušší je kernel FreeDOSu přidat do složky konfiguračního zavaděče (boot.ini nebo freeldr.ini).

## FreeDOS-32
FreeDOS-32 je samostatný projekt s mnoha rozdílnými záměry. FreeDOS (16) se snaží znovuobnovit MS-DOS, jak vzhled tak jeho hlavní omezení. FreeDOS-32 usiluje o rozšíření a vylepšení na tomto základu. FreeDOS-32 může být spuštěn ve FreeDOSu nebo v jiném systému z rodiny DOS. Je navržen tak, aby byl 32bitovým operačním systémem, který poskytuje zvýšení výkonu a zlepšuje funkčnost oproti 16bitovým systémům DOS. Díky tomu, že pracuje jako 32bitový OS, odstraňuje potřebu DOSových nadstaveb a přepínání z reálného režimu do chráněného režimu a zpět.

## FreeDOS-64
FreeDOS-64 je projekt, který se snaží o vylepšení DOSovského operačního systému s využitím možností, které dávají 64bitové procesory. Zatím je ve fázi návrhu.

## Technické detaily
Mezi podporované souborové systémy patří FAT12, FAT16, FAT32, včetně bootování. V závislosti to na používaném BIOSu, až čtyři LBA (Logical Blocked Addressing) HDD mohou být zapojeny a to až do velikosti 128 GiB nebo dokonce až do 2 TiB. Doporučuje se, aby byl uživatel při používání velkých HDD opatrný, protože zatím neproběhlo příliš mnoho testů a vyskytovaly se problémy (chyby ve FreeDOSu?). Některé BIOSy podporující LBA obsahují chyby pro HDD větší než 32 GiB. Tyto chyby mohou být úspěšně odstraněny jinými ovladači, jako např. OnTrack nebo EzDrive. FreeDOS může být také používán s ovladačem DOSLFN, který podporuje dlouhé názvy souborů (VFAT), ale je nutno mít na paměti, že většina (starých) programů nepodporuje tyto dlouhé názvy, ani když je ovladač DOSLFN nainstalovaný.
Není plánována podpora pro NTFS ani ext3. Jsou ale dostupné ovladače třetích stran, které NTFS a ext3 umějí zpřístupnit. Pro přístup k ext2fs se používá LTOOLS (doplněk MTOOLS), který může kopírovat data na/z ext2fs zařízení. Pro NTFS existují produkty jako NTFSDOS nebo NTFS4DOS.
Až doteď nebyl ovladač USB projektem FreeDOS podporován, ale v některých případech BIOS umožní USB zařízením přístup pod FreeDOS. To se týká klávesnice a myši a u několika málo BIOSů také záznamových zařízení. Některé externí DOS USB drivery (např. DOSUSB (autor Georg Potthast), DUSE, USBASPI nebo USBMASS) pro záznamová zařízení pracují s úspěchem. Alternativou pro spouštění DOSových programů, které potřebují USB zařízení je DOSbox. Ten rozpozná USB zařízení z hostitelského OS, chová se tak, jako by pracoval s klasickým portem (např. joystick s portem herního zařízení, tiskárny s paralelními porty a USB flash zařízení se pro DOS chovají, jako kdyby to byl HDD).

## Správa paměti
Programy pro správu paměti HIMEM a EMM386 (nejnovější verze jsou nazývány HIMEMX a JEMM386) jsou obsaženy ve FreeDOSu a poskytují XMS a EMS pro starý software v reálném módu. EMM386 podporuje také VCPI (Virtual Control Program Interface), který dovoluje DPMI (DOS Protected Mode Interface) kernelu a DOSovému rozšíření spoluexistovat. FreeDOS také obsahuje ovladače UDMA pro rychlejší přístup na HDD a zároveň je kompatibilní s ostatními DOSovými verzemi.
Kompatibilita FreeDOSu není 100%, ale je dostatečná pro běh většiny dobře napsaných programů používajících zdokumentované DOS API. Problémy s Windows jsou výsledkem snahy Microsoftu o ochranu jejich produktu a to tím, že nebude správně pracovat na DOSu, který není od firmy Microsoft.